# C/2009 E2 (SOHO)
C/2009 E2 (SOHO) – kometa nieokresowa odkryta na zdjęciach z koronografu LASCO C3 znajdującego się na pokładzie sondy SOHO przez Michała Kusiaka i Bo Zhou. Została odkryta 1 marca 2009 roku. Należy do grupy komet Kreutza.